# Ksawerówka (przystanek kolejowy)
Ksawerówka – dawny wąskotorowy przystanek osobowy w Sieradzicach, w gminie Kazimierza Wielka, w powiecie kazimierskim, w województwie świętokrzyskim, w Polsce.